# Diocesi di Almenara
La diocesi di Almenara (in latino Dioecesis Almenarensis) è una sede della Chiesa cattolica in Brasile suffraganea dell'arcidiocesi di Diamantina. Nel 2022 contava 142.790 battezzati su 192.835 abitanti. È retta dal vescovo José Hamilton de Castro.

## Territorio
La diocesi comprende 13 comuni nella parte orientale dello stato brasiliano di Minas Gerais: Almenara, Bandeira, Felisburgo, Fronteira dos Vales, Jacinto, Jequitinhonha, Joaíma, Jordânia, Rio do Prado, Rubim, Salto da Divisa, Santa Maria do Salto e Santo Antônio do Jacinto.
Sede vescovile è la città di Almenara, dove si trova la cattedrale di San Giovanni Battista.
Il territorio si estende su una superficie di 15.618 km² ed è suddiviso in 18 parrocchie, raggruppate in 5 foranie.

## Storia
La diocesi è stata eretta il 28 marzo 1981 con la bolla Quoniam omnis Pastorum di papa Giovanni Paolo II, ricavandone il territorio dalle diocesi di Araçuaí e di Teófilo Otoni.

## Cronotassi dei vescovi
Si omettono i periodi di sede vacante non superiori ai 2 anni o non storicamente accertati.
- José Geraldo Oliveira do Valle, C.S.S. (10 maggio 1982 - 31 agosto 1988 nominato vescovo coadiutore di Guaxupé)
- Diogo Reesink, O.F.M. † (2 agosto 1989 - 25 marzo 1998 nominato vescovo di Teófilo Otoni)
- Hugo María Van Steekelenburg, O.F.M. (23 giugno 1999 - 19 giugno 2013 ritirato)
- José Carlos Brandão Cabral (19 giugno 2013 - 3 agosto 2022 nominato vescovo di São João da Boa Vista)

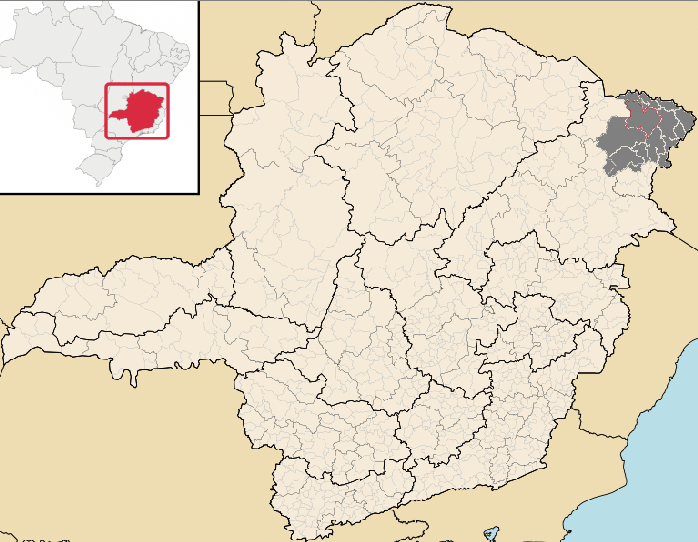
Mapa.

- Mapa.José Hamilton de Castro, dal 12 aprile 2023

## Statistiche
La diocesi nel 2022 su una popolazione di 192.835 persone contava 142.790 battezzati, corrispondenti al 74,0% del totale.
| anno | popolazione | popolazione | popolazione | presbiteri | presbiteri | presbiteri | presbiteri                | diaconi | religiosi | religiosi | parrocchie |
| anno | battezzati  | totale      | %           | numero     | secolari   | regolari   | battezzati per presbitero | diaconi | uomini    | donne     | parrocchie |
| ---- | ----------- | ----------- | ----------- | ---------- | ---------- | ---------- | ------------------------- | ------- | --------- | --------- | ---------- |
| 1990 | 170.000     | 230.000     | 73,9        | 11         |            | 11         | 15.454                    |         | 21        | 28        | 14         |
| 1999 | 160.000     | 173.566     | 92,2        | 13         | 3          | 10         | 12.307                    |         | 16        | 22        | 15         |
| 2000 | 143.000     | 173.566     | 82,4        | 13         | 3          | 10         | 11.000                    |         | 16        | 21        | 15         |
| 2001 | 140.000     | 178.778     | 78,3        | 13         | 3          | 10         | 10.769                    |         | 14        | 22        | 15         |
| 2002 | 140.000     | 178.778     | 78,3        | 14         | 3          | 11         | 10.000                    |         | 15        | 22        | 15         |
| 2003 | 140.000     | 178.778     | 78,3        | 12         | 3          | 9          | 11.666                    |         | 14        | 24        | 15         |
| 2004 | 140.000     | 178.778     | 78,3        | 15         | 3          | 12         | 9.333                     |         | 18        | 28        | 15         |
| 2006 | 136.000     | 178.778     | 76,1        | 18         | 5          | 13         | 7.555                     |         | 17        | 20        | 17         |
| 2012 | 147.300     | 192.800     | 76,4        | 18         | 9          | 9          | 8.183                     |         | 14        | 25        | 18         |
| 2015 | 151.000     | 197.300     | 76,5        | 21         | 10         | 11         | 7.190                     |         | 15        | 22        | 17         |
| 2018 | 154.700     | 202.140     | 76,5        | 22         | 12         | 10         | 7.031                     |         | 15        | 17        | 20         |
| 2020 | 125.300     | 192.000     | 65,3        | 20         | 10         | 10         | 6.265                     |         | 14        | 13        | 18         |
| 2022 | 142.790     | 192.835     | 74,0        | 20         | 11         | 9          | 7.139                     |         | 14        | 10        | 18         |